# スティーヴ・タヴァローニ
スティーヴ・タヴァローニ（Steve Tavaglione、1969年5月14日 - ）は、木管楽器とEWIを演奏するミュージシャンである。ジョージ・ストランツ、エドゥアルド・デル・バリオらとともに共同創設者となったラテン・フュージョン・グループであるカルデラでの仕事は特筆に値し、スコット・キンゼイやジョン・ビーズリーのキーボード奏者としての仕事でも知られ、テレビや映画会社での仕事でも活躍している。
タヴァローニは南カリフォルニアに住んでおり、『CSI:科学捜査班』『CSI:ニューヨーク』『チャームド』といったテレビ番組や、『ブリッジ・オブ・スパイ』『アルファ・ドッグ 破滅へのカウントダウン』『ウォーリー』『ファインディング・ニモ』『ロード・トゥ・パーディション』『アメリカン・ビューティー』などの映画において、主要なスタジオ・ミュージシャンを務めている。
タヴァローニはまた、1990年に『ブルー・タブ』、1997年に『Silent Singing』というソロ・アルバムをリリースしている。彼は、デイヴ・ウェックル、スライ&ザ・ファミリー・ストーン、ロジャー・ウォーターズ、ジミー・アール、スティーヴ・ウィンウッド、デヴィッド・クロスビーなど多数のアーティストとのレコーディングに参加した。

## ディスコグラフィ

### リーダー・アルバム
- 『ブルー・タブ』 - Blue Tav (1990年)
- Silent Singing (2000年)
- Cave Man (2003年) ※Kotikoski, Kleutgens, Colaiuta, Tavaglione名義

## マルチメディア
- Steve Tavaglione with the Scott Kinsey Group - "Cocktail"
- Steve Tavaglione with the Scott Kinsey Group - "Quartet"
- Steve Tavaglione with the Scott Kinsey Group - "Foreign Affairs"
- Steve Tavaglione discusses the Akai EWI